# Lars Stigsson
Lars Stigsson (ur. 1953 w Nybro) – szwedzki inżynier, chemik i wynalazca

## Życiorys
Urodził się w Nybro w  Småland, ale  mieszka w Bjärred. W 2005 roku założył firmę Supine. Aby uzyskać środki na budowę zakładów sprzedał koncepcję firmom: Sveaskog, Preem i Södra Skogsägarn. Dzięki zainwestowanym przez nie pieniądzom w 2010 zaczęto budowę zakładu produkującego olej napędowy z odpadu z przemysłu celulozowego - oleju talowego. Za metodę jego produkcji Lars Stigsson i Valeri Naydenov otrzymali w 2018 roku Nagrodę Polhema.
W 2014 roku powstała firma Tree to Textile, której właścicielami są Ikea, H&M i Lars Stigsson. Jej celem jest produkcja włókien tekstylnych z masy celulozowej lub celulozy.
Jest autorem wielu wynalazków, na które uzyskał patenty w USA.